# Hissein Brahim Taha
Hissein Brahim Taha, né le 1er novembre 1951 à Abéché, est un diplomate et homme politique tchadien. Ambassadeur du Tchad en France, il est ministre des Affaires étrangères en 2017, secrétaire général adjoint de la présidence du Tchad entre 2019 et 2020 et secrétaire général de l'Organisation de la coopération islamique depuis le 17 novembre 2020.

## Biographie

### Jeunesse et formation
Née à Abéché le 1er novembre 1951, Hissein Brahim Taha suit ses études élémentaires et secondaires dans sa ville natale, notamment aux côtés d'Amine Abba Sidick. Passionné de culture générale, de civilisation et de science politique, il étudie à l'Institut national des langues et civilisations orientales à Paris.

### Carrière
À son retour de France, il devient fonctionnaire au ministère des Affaires étrangères puis occupe la fonction de chef de division « Europe Amérique » à la direction des affaires économiques et internationales en 1982, ce qui lui permet de participer en tant que membre des relations tchadiennes à l'Assemblée générale des Nations unies. En 1990, il est nommé premier conseiller à l'ambassade du Tchad en Arabie Saoudite. 
Ensuite, il commence sa carrière en tant qu'ambassadeur et effectue 6 ans à Taipei (Taiwan) de 2001 à 2007. Il enchaîne dans la diplomatie et devient ambassadeur du Tchad en France, en Espagne, au Portugal, en Grèce et au Vatican de 2007 à 2017. Après ce parcours diplomatique, il est nommé ministre des Affaires étrangères, de l'Intégration africaine et de la Coopération internationale en 2017.

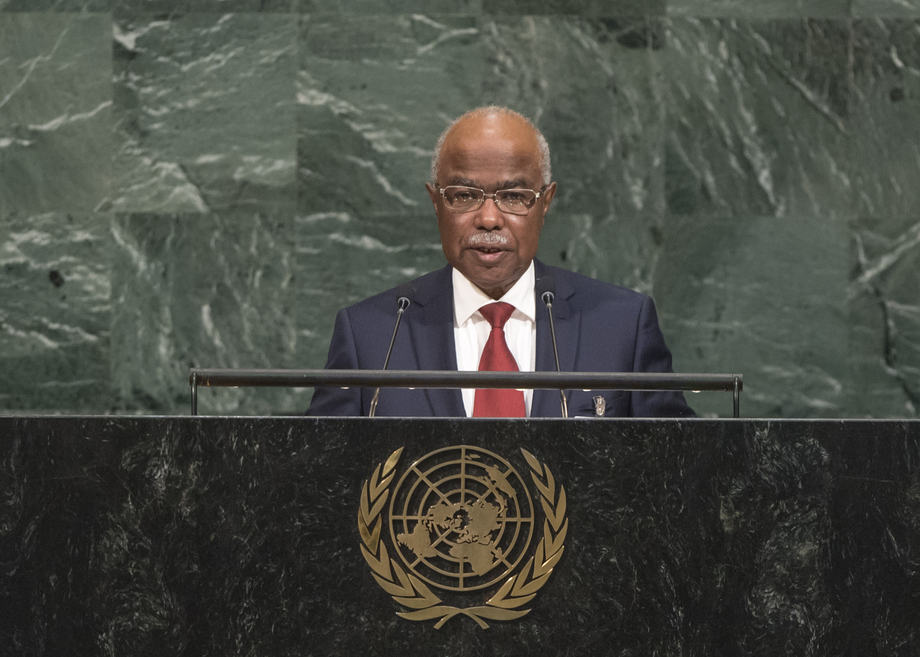
Hissein Brahim Taha à la tribune de l'Organisation des Nations unies en 2019.

Environ un an après, il est nommé à la présidence de la République en tant que conseiller diplomatique. En 2019, il devient ministre secrétaire général adjoint à la présidence. Durant cette période, il est fait chevalier de la Légion d’honneur par la République française. En juin 2020, son nom figure parmi la liste des personnes ayant eu une élévation à la dignité d'ambassadeur du Tchad. Le 24 novembre 2020, le gouvernement tchadien a présenté sa candidature au poste de secrétaire général de l'Organisation de la coopération islamique.

## Décorations
- Chevalier de la Légion d'honneur (2019)[2]